# Monique Ballue
Monique Ballue, coniugata Dulac (Asnières-sur-Seine, 15 marzo 1927 – Vialas, 22 maggio 2018), è stata una cestista francese.

## Carriera
Con la Francia ha disputato i Campionati europei del 1950.